# Pierre de la Garde
Pierre de la Garde (* 10. Februar 1717 in Crécy-en-Brie; † 1792) war ein französischer Komponist und Sänger (Bariton) der Vorklassik.

## Leben
Pierre de la Garde hatte eine Anstellung als Sänger Basse taille, am französischen Hof. Von 1750 bis 1755 stellvertretender Dirigent der Pariser Oper, 1756 übernahm er deren Leitung. 1756 wurde er in Nachfolge von François Francœur Compositeur de la chambre du roi und 1757 Musikerzieher der Kinder Ludwigs XV. (Maitre de musique des Enfants de France). Sein erfolgreichstes Werk war seine Pastorale héroique Æglé (1748), auch stammen drei weitere Bühnenwerke aus seiner Feder. Daneben schrieb de la Garde, Arien, Brunettes mit Begleitung einer Harfe oder Gitarre sowie mehrere Kantaten in einem lyrischen Stil und Cantatilles (komische Kantaten). Zu diesem Typus gehört die Kantate La Sonate.

## Werke (Auswahl)
- Nouveaux Airs Livre I (Paris, 1752), bestehend aus 15 unterschiedlich besetzten Airs und Duetten
- Nouveaux Airs Livre II (Paris, 1752), bestehend aus 17 unterschiedlich besetzten Airs und Duetten
- Nouveaux Airs Livre III (Paris, 1751), bestehend aus 12 unterschiedlich besetzten Airs und Duetten
- Quatriemme Recueil (Paris, 1751), bestehend aus 10 unterschiedlich besetzten Duetten